# 景雲橋
景雲橋（けいうんばし）は、新潟県三条市の信濃川に架かる新潟県道537号塚野目代官島線の橋長399.2 m（メートル）の鈑桁橋。

## 概要
- 形式 - 鋼単純合成鈑桁橋11連
- 橋格 - 1等橋（TL-20）
- 橋長 - 431.000 m
  - 支間割 - 36.400 m+36.300 m+3×36.400 m+36.350 m+4×43.500 m+30.700 m
- 幅員
  - 総幅員 - 10.750 m
  - 有効幅員 - 9.750 m
  - 車道 - 7.250 m
  - 歩道 - 片側2.500 m
- 床版 - 鉄筋コンクリート
- 施工 - 松尾橋梁[注釈 1]・日本鋼管[注釈 2]・三菱重工業・日本鉄塔工業JV
- 架設工法 - ケーブルエレクション直吊り工法・自走クレーンベント工法

## 歴史
1964年（昭和39年）10月8日に橋長277.0 m、幅員4.0 m、木杭基礎の木橋として完成した。
その後、信濃川下流部で最後まで残った木橋であったことから、1989年（平成元年）10月20日に永久橋として架け替えられた。